# Шишка, Василий Иванович
Василий Иванович Шишка (укр. Василь Іванович Шишка; 7 августа 1931 года, село Дернов — 16 марта 1987 года, там же) — тракторист колхоза имени Ленина Каменско-Бугского района Львовской области, Украинская ССР. Герой Социалистического Труда (1988).

## Биография
Родился в 1931 году в крестьянской семье в селе Дернов. Его отец Иван Антонович Шишка с 1947 года был председателем местного колхоза. Окончил семилетку в родном селе. С 1947 года — ездовой в колхозе имени Шевченко Каменско-Бугского района. В 1948 году окончил курсы механизации при Каменско-Бугской МТС. Трудился прицепщиком, трактористом на этой же МТС.
С 1958 года — тракторист колхоза имени Ленина Каменско-Бугского района. Член КПСС.
В 1987 году досрочно выполнил личные социалистические обязательства и производственные задания Двенадцатой пятилетки (1986—1990). Указом Президиума Верховного Совета СССР от 17 августа 1988 года «за выдающиеся результаты, достигнутые в увеличении производства сельскохозяйственной продукции на основе освоения интенсивных технологий и передовых методов организации труда в земледелии и животноводстве, и проявленную трудовую доблесть» удостоен звания Героя Социалистического Труда с вручением ордена Ленина и золотой медали «Серп и Молот».
После выхода на пенсию проживал в родном селе Дернов Каменка-Бугского района.
Награды
- Герой Социалистического Труда
- Орден Ленина
- Орден Трудового Красного Знамени
- Орден Октябрьской Революции